# Nachal Tawor
Nachal Tawor (hebr. נחל תבור; arab. وادي البيره, Wadi al-Bira) – strumień płynący w Dolnej Galilei w północnej części Izraela. Swoje źródła ma w masywie górskim Hare Nacerat, przepływa u podnóża Góry Tabor, a następnie płynąc północną krawędzią płaskowyżu Ramot Jissachar dociera do Doliny Jordanu, gdzie ma ujście w rzece Jordan. Rzeka ma długość około 33 km.

## Przebieg
Tawor jest strumieniem płynącym w Dolnej Galilei w północnej części Izraela. Swoje źródła ma na wysokości 405 metrów n.p.m. w mieście Nof ha-Galil, w południowo-wschodniej części masywu górskiego Hare Nacerat. Stromym zboczem spływa na wysokość 150 metrów n.p.m. do Doliny Jezreel i przepływa wzdłuż północno-wschodniej krawędzi miejscowości Iksal. Jest tutaj zasilany wodami strumienia Barak Ben Awinoam. Kieruje się w kierunku południowo-wschodnim i przepływa między górami Tabor (575 m n.p.m.) i Giwat ha-More (515 m n.p.m.). Ze zboczy masywu More spływają do niego strumienie Ha-Kosemet i En Dor, a u podnóży Góry Tabor dołącza strumień Ha-Sziwa. Przepływa tutaj pomiędzy położonym na południu kibucem En Dor i na północy miejscowością Kefar Tawor. Następnie strumień Tawor przepływa pomiędzy położonym na północy moszawem Kefar Kisch a położonym na południu kibucem Gazit, i zagłębia się w coraz głębsze wadi rozdzielające płaskowyże Ramot Jissachar (na południu) i Wyżyny Sirin (na północy). W tym głębokim wadi przekracza wysokość 0 metrów n.p.m. i zaczyna stopniowo wpływać w depresję Rowu Jordanu. To właśnie ten odcinek jest chroniony przez rezerwat przyrody Nachal Tawor. W wadi zasilają go kolejne strumienie Kama, Gazit, Kisz, Rechesz, Chamud, Salit, Ukkal, Jazir, Achin i Kochav. Następnie spływa do Doliny Jordanu, gdzie wyznacza północną granicę Doliny Bet Sze’an. Przepływa na południe od kibucu Geszer i naa wysokości 260 metrów p.p.m. dociera do swojego ujścia do rzeki Jordan.

## Ochrona przyrody
W 1974 roku odcinek rzeki, który przepływa przez wąski bazaltowy kanion, otoczono ochroną jako Rezerwat przyrody Nachal Tawor.

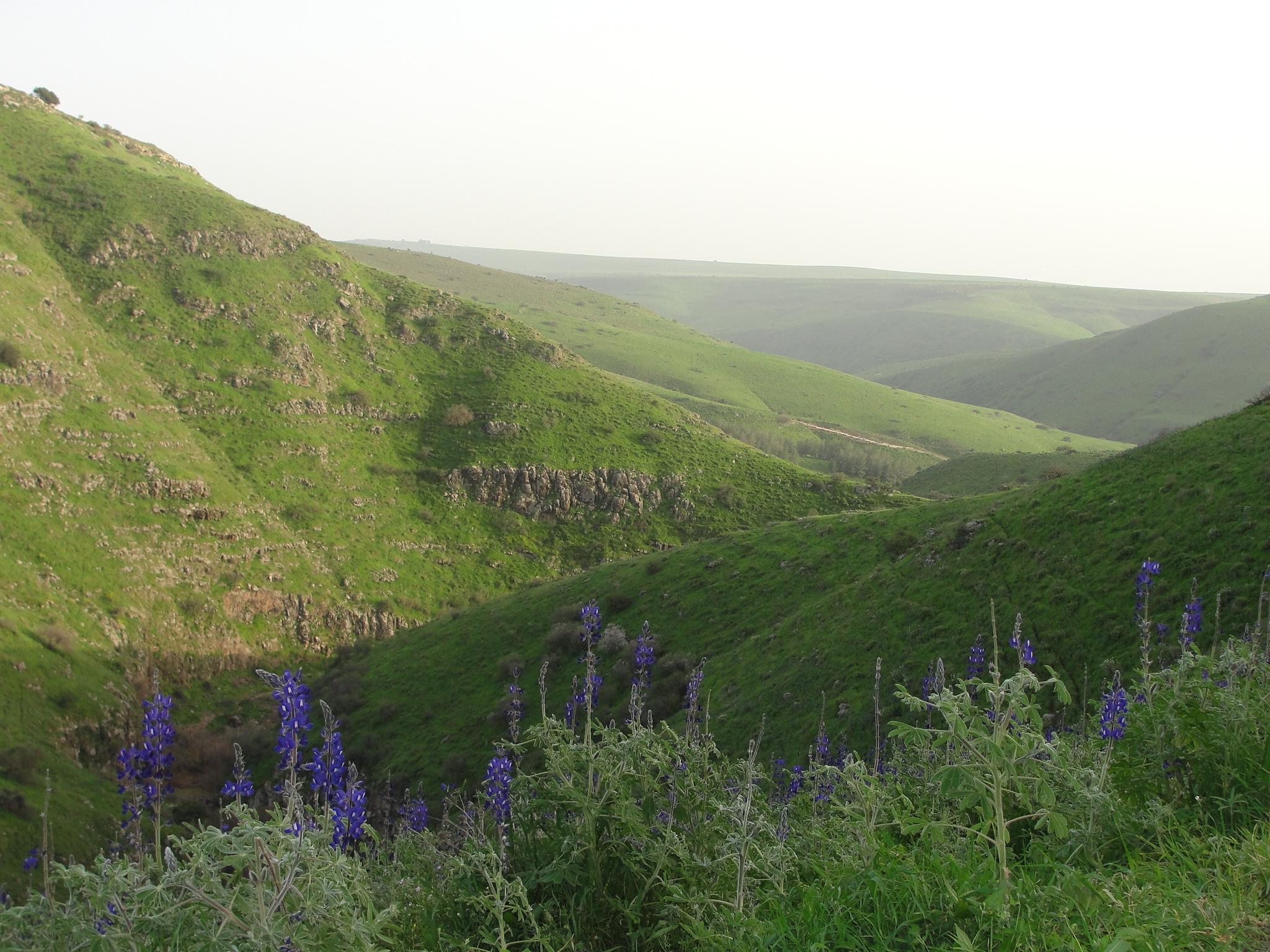
Rezerwat przyrody Nachal Tawor